# João Guilherme
João Guilherme Leme Amorim (Bilac, 21 aprile 1986) è un ex calciatore brasiliano, di ruolo difensore.

## Carriera

### Club
Inizia la propria carriera in Brasile, all'Internacional, per poi trasferirsi, nel gennaio 2008, al Maritimo, con cui disputerà 109 partite di lega segnando 5 reti.
Il 14 giugno 2013 firma un contratto biennale con i ciprioti dell'APOEL. Debutta il 31 luglio seguente nel terzo round delle qualificazioni alla Champions League.
Dall'estate 2016 gioca con l'Al-Fateh.

### Nazionale
A livello di nazionale ha rappresentato da capitano l'Under-17 brasiliana al Campionato mondiale di calcio Under-17 2003, laureandosi campione.

## Palmarès

### Club

#### Competizioni nazionali
- Campionato cipriota: 1

APOEL: 2014-2015
- Supercoppa di Cipro: 1

APOEL: 2013

### Nazionali
- Campionato mondiale Under-17: 1

2003